# Marcus Vinícius (ur. 1984)
Marcus Vinícius da Silva de Oliveira (ur. 29 marca 1984 w Belford Roxo) – brazylijski i polski piłkarz, występujący na pozycji pomocnika, przez wiele lat w Arce Gdynia, której został najlepszym strzelcem w historii klubu. Od marca 2017 posiada polskie obywatelstwo.

## Przebieg kariery
Marcus da Silva jest wychowankiem CR Vasco da Gama, zaś przed przyjazdem do Polski występował w takich klubach, jak Olaria AC i Angra dos Reis Esporte Clube. Gdy opuścił swoją ojczyznę i przeniósł się do Europy, początkowo występował tylko w klubach niższych lig polskich - Piaście Choszczno, Czarnych Żagań i Zdroju Ciechocinek.
W lutym 2011 roku Brazylijczyk podpisał 2,5-letni kontrakt z trzecioligowym wówczas Orkanem Rumia. Był zapraszany na testy m.in. do Zawiszy Bydgoszcz oraz Jagiellonii Białystok. W lipcu 2011 roku został na rok wypożyczony do występującego w Ekstraklasie GKS-u Bełchatów. W nowym klubie oficjalnie zadebiutował 8 sierpnia 2011 roku w ligowym spotkaniu z Polonią Bytom. 21 września 2011 roku, w spotkaniu 1/16 finału Pucharu Polski z Concordią Piotrków Trybunalski, zdobył swoją pierwszą bramkę w barwach zespołu, która dała jego drużynie zwycięstwo. Ostatecznie GKS nie zdecydował się go wykupić i po roku Brazylijczyk powrócił do Rumi.
31 lipca 2012 da Silva został zawodnikiem Arki Gdynia.
W marcu 2021, zdobywając dla Arki dwie bramki w meczu 1/4 finału Pucharu Polski z Puszczą Niepołomice (5:2) został najstarszym strzelcem gola w historii klubu – w wieku 36 lat i 338 dni poprawił osiągnięcie Piotra Rzepki (36 lat i 274 dni). Z 11 bramkami jest również najskuteczniejszym Arkowcem w dziejach rozgrywek o PP. 16 września 2021 został najlepszym strzelcem w historii klubu, strzelając 63 bramkę dla Arki w swojej karierze w meczu drugiego poziomu ligowego przeciwko GKS-owi Katowice (4:2). 3 lipca 2023 ogłoszono odejście da Silvy z Arki Gdynia. 18 lipca 2023 dołączył do występującej w klasie okręgowej Wierzycy Pelplin.

## Statystyki
Stan na 3 lipca 2023
| Klub                 | Sezon              | Liga               | Liga  | Liga   | Puchar Polski | Puchar Polski | Europa | Europa | Inne  | Inne   | Suma  | Suma   |
| Klub                 | Sezon              | Liga               | Mecze | Bramki | Mecze         | Bramki        | Mecze  | Bramki | Mecze | Bramki | Mecze | Bramki |
| -------------------- | ------------------ | ------------------ | ----- | ------ | ------------- | ------------- | ------ | ------ | ----- | ------ | ----- | ------ |
| Zdrój Ciechocinek    | 2008/09            | III liga           | 12    | 6      | 0             | 0             | 0      | 0      | 0     | 0      | 12    | 6      |
| Zdrój Ciechocinek    | 2009/10            | III liga           | 13    | 10     | 0             | 0             | 0      | 0      | 0     | 0      | 13    | 10     |
| Zdrój Ciechocinek    | Ogółem             | Ogółem             | 25    | 16     | 0             | 0             | 0      | 0      | 0     | 0      | 25    | 16     |
| Orkan Rumia          | 2009/10            | III liga           | 13    | 2      | 0             | 0             | 0      | 0      | 0     | 0      | 13    | 2      |
| Orkan Rumia          | Ogółem             | Ogółem             | 13    | 2      | 0             | 0             | 0      | 0      | 0     | 0      | 13    | 2      |
| GKS Bełchatów (wyp.) | 2010/11            | Ekstraklasa        | 20    | 0      | 2             | 1             | 0      | 0      | 0     | 0      | 22    | 1      |
| GKS Bełchatów (wyp.) | Ogółem             | Ogółem             | 20    | 0      | 2             | 1             | 0      | 0      | 0     | 0      | 22    | 1      |
| Orkan Rumia          | 2011/12            | III liga           | 26    | 11     | 0             | 0             | 0      | 0      | 0     | 0      | 26    | 11     |
| Orkan Rumia          | Ogółem             | Ogółem             | 26    | 11     | 0             | 0             | 0      | 0      | 0     | 0      | 26    | 11     |
| Arka Gdynia          | 2012/13            | I liga             | 31    | 15     | 1             | 0             | 0      | 0      | 0     | 0      | 32    | 15     |
| Arka Gdynia          | 2013/14            | I liga             | 20    | 4      | 5             | 3             | 0      | 0      | 0     | 0      | 25    | 7      |
| Arka Gdynia          | 2014/15            | I liga             | 28    | 9      | 0             | 0             | 0      | 0      | 0     | 0      | 28    | 9      |
| Arka Gdynia          | 2015/16            | I liga             | 31    | 7      | 1             | 1             | 0      | 0      | 0     | 0      | 32    | 8      |
| Arka Gdynia          | 2016/17            | Ekstraklasa        | 30    | 7      | 6             | 1             | 0      | 0      | 0     | 0      | 36    | 8      |
| Arka Gdynia          | 2017/18            | Ekstraklasa        | 13    | 0      | 4             | 1             | 2      | 2      | 1     | 0      | 20    | 3      |
| Arka Gdynia          | 2018/19            | Ekstraklasa        | 11    | 1      | 2             | 1             | 0      | 0      | 0     | 0      | 13    | 2      |
| Arka Gdynia          | 2019/20            | Ekstraklasa        | 16    | 3      | 1             | 0             | 0      | 0      | 0     | 0      | 17    | 3      |
| Arka Gdynia          | 2020/21            | I liga             | 25    | 3      | 6             | 4             | 0      | 0      | 1     | 0      | 32    | 7      |
| Arka Gdynia          | 2021/22            | I liga             | 17    | 1      | 2             | 0             | 0      | 0      | 1     | 0      | 20    | 1      |
| Arka Gdynia          | 2022/23            | I liga             | 4     | 0      | 0             | 0             | 0      | 0      | 0     | 0      | 4     | 0      |
| Arka Gdynia          | Ogółem             | Ogółem             | 226   | 50     | 28            | 11            | 2      | 2      | 3     | 0      | 259   | 63     |
| Ogólnie w karierze   | Ogólnie w karierze | Ogólnie w karierze | 310   | 79     | 30            | 12            | 2      | 2      | 3     | 0      | 345   | 93     |

## Pozostała działalność
W 2024 roku został wybrany radnym Gdyni z listy Koalicji Obywatelskiej.